# Hubert Koundé
Hubert Koundé, född 1970, fransk skådespelare. Han är mest känd för rollen som Hubert i Mathieu Kassovitz film Medan vi faller från 1995. För rollen nominerades Koundé till det franska filmpriset César.